# Andigné
Andigné is een plaats en voormalige gemeente in het Franse departement Maine-et-Loire in de regio Pays de la Loire en telt 262 inwoners (1999). De plaats maakt deel uit van het arrondissement Segré.

## Geschiedenis
Andigné valt sinds 22 maart 2015 onder het kanton Tiercé toen het kanton Le Lion-d'Angers, waar de gemeente daarvoor onder viel, werd opgeheven. Op 1 januari 2016 werd de gemeente opgeheven en aangehecht aan de aangrenzende gemeente Le Lion-d'Angers.

## Geografie
De oppervlakte van Andigné bedraagt 6,7 km², de bevolkingsdichtheid is 39,1 inwoners per km².
De onderstaande kaart toont de ligging van Andigné met de belangrijkste infrastructuur en aangrenzende gemeenten.

## Demografie
Onderstaande figuur toont het verloop van het inwonertal.